# Tony Awards 1996
Die Verleihung der 50. Tony Awards 1996 (50th Annual Tony Awards) fand am 2. Juni 1996 im Majestic Theatre in New York City statt. Moderator der Veranstaltung war Nathan Lane, als Laudatoren fungierten Bea Arthur, Edward Albee, Christine Baranski, Harry Belafonte, Matthew Broderick, Diahann Carroll, Hume Cronyn, Nanette Fabray, Robert Goulet, Gregory Hines, Uta Hagen, James Earl Jones, John Lithgow, Liza Minnelli, Patricia Neal, Sarah Jessica Parker, Bernadette Peters, John Rubinstein, Jane Seymour, Ron Silver, Lily Tomlin, Ben Vereen, Eli Wallach, Ray Walston und Lord Andrew Lloyd Webber. Ausgezeichnet wurden Theaterstücke und Musicals der Saison 1995/96, die am Broadway ihre Erstaufführung hatten. Die Preisverleihung wurde von Columbia Broadcasting System im Fernsehen übertragen.

## Hintergrund
Die Antoinette Perry Awards for Excellence in Theatre, oder besser bekannt als Tony Awards, werden seit 1947 jährlich in zahlreichen Kategorien für herausragende Leistungen bei Broadway-Produktionen und -Aufführungen der letzten Theatersaison vergeben. Zusätzlich werden verschiedene Sonderpreise, z. B. der Regional Theatre Tony Award, verliehen. Benannt ist die Auszeichnung nach Antoinette Perry. Sie war 1940 Mitbegründerin des wiederbelebten und überarbeiteten American Theatre Wing (ATW). Die Preise wurden nach ihrem Tod im Jahr 1946 vom ATW zu ihrem Gedenken gestiftet und werden bei einer jährlichen Zeremonie in New York City überreicht.

## Gewinner und Nominierte

### Theaterstücke
| Kategorie                            | Preisträger           | Theaterstück                   | Nominierungen |
| Bestes Theaterstück                  | Terrence McNally      | Master Class                   | - Buried Child – Sam Shepard - Racing Demon – David Hare - Seven Guitars – August Wilson                                                                      |
| Beste Wiederaufnahme Theaterstück    | Edward Albee          | A Delicate Balance             | - A Midsummer Night’s Dream - An Ideal Husband - Inherit the Wind                                                                                             |
| Bester Hauptdarsteller Theaterstück  | George Grizzard       | A Delicate Balance als Tobias  | - Philip Bosco in Moon Over Buffalo als George Hay - George C. Scott in Inherit the Wind als Henry Drummond - Martin Shaw in An Ideal Husband als Lord Goring |
| Beste Hauptdarstellerin Theaterstück | Zoe Caldwell          | Master Class als Maria Callas  | - Carol Burnett in Moon Over Buffalo als Charlotte Hay - Rosemary Harris in A Delicate Balance als Agnes - Elaine Stritch in A Delicate Balance als Claire    |
| Bester Nebendarsteller Theaterstück  | Ruben Santiago-Hudson | Seven Guitars als Canewell     | - James Gammon in Buried Child als Dodge - Roger Robinson in Seven Guitars als Hedley - Reg Rogers in Holiday als Ned Seton                                   |
| Beste Nebendarstellerin Theaterstück | Audra McDonald        | Master Class als Sharon Graham | - Viola Davis in Seven Guitars als Vera - Michele Shay in Seven Guitars als Louise - Lois Smith in Buried Child als Halie                                     |
| Beste Theaterregie                   | Gerald Gutierrez      | A Delicate Balance             | - Peter Hall – An Ideal Husband - Lloyd Richards – Seven Guitars - Gary Sinise – Buried Child                                                                 |

### Musicals
| Kategorie                       | Preisträger                                                           | Musical                                                            | Nominierungen |
| Bestes Musical                  | Jonathan Larson (Musik, Liedtexte und Buch)                           | Rent                                                               | - Bring in ’da Noise, Bring in ’da Funk - Chronicle of a Death Foretold - Swinging on a Star |
| Beste Wiederaufnahme Musical    | Richard Rodgers (Musik) und Oscar Hammerstein II (Liedtexte und Buch) | The King and I                                                     | - A Funny Thing Happened on the Way to the Forum - Company - Hello, Dolly! |
| Bester Hauptdarsteller Musical  | Nathan Lane                                                           | A Funny Thing Happened on the Way to the Forum als Pseudolus       | - Savion Glover in Bring in ’da Noise, Bring in ’da Funk als ’da Beat/Lil’ Dahlin’ - Adam Pascal in Rent als Roger Davis - Lou Diamond Phillips in The King and I als The King of Siam |
| Beste Hauptdarstellerin Musical | Donna Murphy                                                          | The King and I als Anna Leonowens                                  | - Crista Moore in Big als Susan Lawrence - Daphne Rubin-Vega in Rent als Mimi Marquez - Julie Andrews in Victor/Victoria (abgelehnte Nominierung) als Victoria Grant |
| Bester Nebendarsteller Musical  | Wilson Jermaine Heredia                                               | Rent als Angel Dumott Schunard                                     | - Lewis J. Stadlen in A Funny Thing Happened on the Way to the Forum als Senex - Brett Tabisel in Big als Billy - Scott Wise in State Fair als Pat Gilbert |
| Beste Nebendarstellerin Musical | Ann Duquesnay                                                         | Bring in ’da Noise, Bring in ’da Funk als ’da Singer/The Chanteuse | - Joohee Choi in The King and I als Tuptim - Veanne Cox in Company als Amy - Idina Menzel in Rent als Maureen Johnson |
| Bestes Musicallibretto          | Jonathan Larson                                                       | Rent                                                               | - John Weidman – Big - Reg E. Gaines – Bring in ’da Noise, Bring in ’da Funk - Graciela Daniele, Jim Lewis und Michael John LaChiusa – Chronicle of a Death Foretold |
| Beste Originalmusik             | Jonathan Larson (Musik und Liedtexte)                                 | Rent                                                               | - Big – David Shire (Musik) und Richard Maltby, Jr. (Liedtexte) - Bring in ’da Noise, Bring in ’da Funk – Daryl Waters und Zane Mark (Musik), Ann Duquesnay (Musik und Liedtexte), George C. Wolfe und Reg E. Gaines (Liedtexte) - State Fair – Richard Rodgers (Musik) und Oscar Hammerstein II (Liedtexte) |
| Beste Musicalregie              | George C. Wolfe                                                       | Bring in ’da Noise, Bring in ’da Funk                              | - Michael Greif – Rent - Christopher Renshaw – The King and I - Jerry Zaks – A Funny Thing Happened on the Way to the Forum |

### Theaterstücke oder Musicals
| Kategorie           | Preisträger                       | Theaterstück bzw. Musical             | Nominierungen |
| Bestes Bühnenbild   | Brian Thomson                     | The King and I                        | - John Lee Beatty – A Delicate Balance - Scott Bradley – Seven Guitars - Anthony Ward – A Midsummer Night’s Dream            |
| Beste Choreographie | Savion Glover                     | Bring in ’da Noise, Bring in ’da Funk | - Graciela Daniele – Chronicle of a Death Foretold - Susan Stroman – Big - Marlies Yearby – Rent                             |
| Beste Kostüme       | Roger Kirk                        | The King and I                        | - Jane Greenwood – A Delicate Balance - Allison Reeds – Buried Child - Paul Tazewell – Bring in ’da Noise, Bring in ’da Funk |
| Bestes Lichtdesign  | Jules Fisher und Peggy Eisenhauer | Bring in ’da Noise, Bring in ’da Funk | - Christopher Akerlind – Seven Guitars - Blake Burba – Rent - Nigel Levings – The King and I                                 |

### Sonderpreise (ohne Wettbewerb)
| Kategorie              | Preisträger                   | Grund der Preisverleihung |
| Regional Theatre Award | Alley Theatre, Houston, Texas |                           |

## Statistik

### Mehrfache Nominierungen
- 10 Nominierungen: Rent
- 9 Nominierungen: Bring in ’da Noise, Bring in ’da Funk
- 8 Nominierungen: The King and I und Seven Guitars
- 7 Nominierungen: A Delicate Balance
- 5 Nominierungen: Big und Buried Child
- 4 Nominierungen: A Funny Thing Happened on the Way to the Forum
- 3 Nominierungen: An Ideal Husband, Chronicle of a Death Foretold, Inherit the Wind und Master Class
- 2 Nominierungen: Company, A Midsummer Night’s Dream, Moon Over Buffalo und State Fair

### Mehrfache Gewinne
- 4 Gewinne: Bring in ’da Noise, Bring in ’da Funk, The King and I und Rent
- 3 Gewinne: A Delicate Balance und Master Class